# 加藤裕治
加藤 裕治（かとう ゆうじ、1951年 - ）は、日本の弁護士。労働運動家。自動車総連顧問。金属労協顧問。元自動車総連会長。連合副会長。金属労協第8代議長。

## 経歴
愛知県尾張旭市生まれ。愛知県立旭丘高等学校を経て、1975年早稲田大学法学部卒業。トヨタ自動車工業（1982年トヨタ自動車）に入社、法務部に8年間勤務。1984年よりトヨタ自動車労組専従。1992年自動車総連本部専従。2001年自動車総連会長（2008年9月まで）、連合副会長。同年9月金属労協副議長。2002年中央教育審議会委員（2009年まで）。2006年9月金属労協議長（2008年9月まで）。この間、財団法人中部産業・労働政策研究会（中部産政研）監事、社団法人教育文化協会理事、「新しい日本をつくる国民会議」（21世紀臨調）運営委員も務めた。
2008年に名城大学法科大学院入学。同年8月中部産政研理事長（2012年11月まで）。2009年内閣府参与・行政刷新担当（2011年まで）。2012年名城大学法科大学院修了、同年60歳で司法試験に一発合格。2013年愛知県弁護士会に登録、愛知さくら法律事務所に所属。2014年トヨタ自動車労働組合・自動車総連顧問。2015年明智ゴルフ倶楽部監査役。2017年ラヴィエ法律事務所に所属。2020年に著書『トヨタの話し合い――最強の現場をつくった聞き方・伝え方のルール』（ダイヤモンド社、2019年）で第39回（2019年度）日本労働ペンクラブ賞特別賞を受賞した。

## 著書
- 『弁護士をめざして56歳からの挑戦――司法試験一発合格』（法学書院、2014年）
- 『トヨタの話し合い――最強の現場をつくった聞き方・伝え方のルール』（ダイヤモンド社、2019年）